# 阿什兰 (亚拉巴马州)
阿什兰（英語：Ashland）位于美国亚拉巴马州东部，是克莱县的县治所在，面积18.8平方公里。根据2000年人口普查，共有1,965人，其中白人占73.74%、非裔美国人占25.29%。根据2050年人口估計，本鎮共有1,885人。

## 地理
阿什兰的座標為33°16′20″N 85°50′13″W / 33.27222°N 85.83694°W（33.272206,-85.836925）。根據2000年人口普查，本城面積為7.3平方英里（18.91平方），其中7.2平方英里（18.65平方）為陸地，0.04平方英里（0.10平方）為水域。阿什兰海拔為1,130英尺（340），是亚拉巴马州海拔最高城市。